# Новоеловка (Тальменский район)
Новоеловка — село в Тальменском районе Алтайского края. Входит в состав Курочкинского сельсовета.

## История
Основано в 1675 году. В 1928 году село состояло из 533 хозяйств, основное население — русские. В административном отношении являлось центром Ново-Еловского сельсовета Тальменского района Барнаульского округа Сибирского края.

## Население
| 1926 | 1997 | 1998 | 1999 | 2000 | 2001 |
| ---- | ---- | ---- | ---- | ---- | ---- |
| 2371 | ↘466 | ↗525 | ↘509 | ↘497 | ↘492 |
| 2002 | 2003 | 2004 | 2005 | 2006 | 2007 |
| ↘481 | ↘461 | ↘447 | ↘428 | ↘424 | ↘404 |
| 2008 | 2009 | 2010 | 2011 | 2012 | 2013 |
| ↘400 | →400 | ↘389 | ↘388 | ↘365 | ↘362 |

Национальный состав
Согласно результатам переписи 2002 года, в национальной структуре населения русские составляли 86 %.

## Известные уроженцы
- Басов, Иван Сидорович (1905—1964) — советский военачальник, полковник, Герой Советского Союза.